# Římskokatolická farnost Dolany
Římskokatolická farnost Dolany (Dehlavia) je zaniklá církevní správní jednotka sdružující římské katolíky v Dolanech a okolí. Organizačně spadala do krušnohorského vikariátu, který je jedním z deseti vikariátů litoměřické diecéze.

## Historie farnosti
Farnost existovala již před rokem 1648. Matriky jsou vedeny od roku 1773. Farní úřad vedl matriky i pro farnost Lomazice.
Kanonicky farnost existovala do 31. prosince 2012 jako součást kadaňského farního obvodu. Od 1. ledna 2013 zanikla sloučením do farnosti – děkanství Kadaň.

### Duchovní správcové vedoucí farnost
Začátek působnosti jmenovaného v duchovní správě farnosti od:
- 1671   Christ. Ernestus Hautzmann
- 1688   Joannes G. Götz
- 1703   Joannes Adam. Mattes, † 1715[3]
- 1716   Fr. Ignác[4] (Franciscus Ign.[3]) Schwartz[4]
- 1724   Jan Jiří[4] (Joannes Georg[3]) Schwartz[4]
- 1775   Joann. Schwartz, † 22. 2. 1785
- 1786   Vitus Müller, † 10. 12. 1801
- 1802   Cajet. Hermann, n. 27. 9. 1756 Michelsdorfium, o. 5. 7. 1788, † 17. 10. 1829
- 1830   par. vacat, admin. int. Car. Tschochner
- 1831   Bern. Rulf, n. 18. 8. 1792 Rissit., o. 15. 8. 1816, † 5. 9. 1875
- 1839   Franc. Grasser, n. 24. 11. 1805 Saaz, o. 4. 8. 1830, † 4. 9. 1856
- 1843   Car. Schwalb, n. 1. 8. 1807 Bohemorudlens., o. 5. 8. 1831
- 1846   Ed. Haustein, n. 3. 11. 1813 Sebastiansberg., o. 10. 11. 1836, † 30. 12. 1879
- 1854   chybí katalog
- 1855   Josef Stanka, n. 31. 8. 1797 Sedschicens., o. 7. 9. 1823, † 11. 10. 1883
- 1883   par. vacat, admin. int. Car. Victor Powa
- 1884   Car. Victor Powa, n. 4. 10. 1844 Bilin, o. 20. 7. 1869, † 15. 7. 1907
- 1895   Anton. Ambros, n. 9. 2. 1865 Gödesin, o. 25. 3. 1888, † 26. 3. 1943
- 1908   par. vacat, admin. int. Franc. Schmied
- 1. 8. 1908   Franc. Schmied, n. 30. 12. 1877 Rudig, o. 12. 7. 1903, † 11. 10. 1945
- 1. 1. 1946 Rudolph. Armstark
- 1. 12. 1948  Jindřich Vladimír Řechka OFM
- 1. 3. 1996  Richard Madej
- 15. 11. 1997 – 31. 12. 2012 Josef Čermák, admin. exc. z Kadaně[3]

Kromě kněží stojících v čele farnosti, působili ve farnosti v průběhu její historie i jiní kněží. Většinou pracovali jako farní vikáři, kaplani, katecheté, výpomocní duchovní aj.

### Rodáci
- P. Ildefond Josef Paschkl OSB (* 21. dubna 1880; ord. 25. 7. 1906 ve Vídni (A); vstup do Benediktinského kláštera v Melku 1910; složení slavných slibů 14. ledna 1913; † 7. května 1957)

## Území farnosti
Do farnosti náleželo území obcí:
- Dolany[5] (Dehlau)[p 2]
- Hořenice (Horschenitz)[p 2]
- Malé Krhovice (Kleinkobitz)[p 2]
- Nová Víska u Rokle (Neudörfel)[p 2]
- Pětipsy (Fünfhunden)[p 2]
- Poláky (Pohlig)[p 2]
- Vadkovice (Wakowitz)[p 2]

## Římskokatolické sakrální stavby a místa kultu na území farnosti
| | Fotografie | Stavba              | Místo              | Bohoslužby               | Zeměpisné souřadnice             | Status               |       |
| Kaple | Kaple      | Kaple               | Kaple              | Kaple                    | Kaple                            | Kaple                | Kaple |
| --- | ---------- | ------------------- | ------------------ | ------------------------ | -------------------------------- | -------------------- | ----- |
| 1. |            | Kaplička            | Nová Víska u Rokle | bohoslužby příležitostně | 50°21′36″ s. š., 13°20′8″ v. d.  | výklenková kaple     |       |
| Zaniklé sakrální stavby |            |                     |                    |                          |                                  |                      |       |
| 2. |            | Kostel sv. Kateřiny | Dolany             | nelze sloužit            | 50°20′37″ s. š., 13°21′22″ v. d. | zbořený farní kostel |       |
| 3. |            | Kaple sv. Markéty   | Nová Víska u Rokle | nelze sloužit            | 50°21′43″ s. š., 13°19′50″ v. d. | zbořená kaple        |       |
| Některé drobné sakrální stavby a pamětihodnosti lze dohledat zde v databázi Drobné sakrální památky Zaniklé sakrální stavby lze dohledat zde v databázi Poškozené a zničené kostely, kaple a synagogy v České republice |            |                     |                    |                          |                                  |                      |       |

Ve farnosti se mohou nacházet i další drobné sakrální stavby, místa římskokatolického kultu a pamětihodnosti, které neobsahuje tato tabulka.